# ネイティヴ・ダンサー
『ネイティヴ・ダンサー』（Native Dancer）は、ウェイン・ショーターが1975年に発表したスタジオ・アルバム。当時ショーターが在籍していたバンド、ウェザー・リポートの所属レーベルであるコロムビア・レコードから発売された。

## 背景
ブラジルの歌手ミルトン・ナシメントがフィーチャリング・ゲストとして参加した。ショーターはかねてより、妻のアナ・マリア（ブラジル人）から「ナシメントと会うべきだ」と進言されており、1972年にウェザー・リポートのブラジル公演でナシメントと対面を果たして、2年後に本作のレコーディングを開始した。なお、参加メンバーのうちワグネル・チゾとホベルト・シルヴァは、ナシメントのバンドのメンバーである。
収録曲の一部は、ナシメントが自身のアルバムで発表した曲の再録音で、「タルジ」はアルバム『Milton Nascimento』（1969年）、「ミラクル・オブ・ザ・フィッシュ」はアルバム『Milagre Dos Peixes』（1973年）、「リリア」はアルバム『Clube da Esquina』（1972年）からの曲である。また、「ジアナ」は、本作のレコーディングに参加したアイアート・モレイラの娘に捧げられた曲である。

## 反響・評価
本作は、ショーターのリーダー・アルバムとしては初めてBillboard 200入りを果たして最高183位を記録した。また、『ビルボード』のジャズ・アルバム・チャートでは16位、R&Bアルバム・チャートでは53位に達した。
アレックス・ヘンダーソンはオールミュージックにおいて5点満点中4点を付け「ブラジル音楽色の強いフュージョンの傑作」「明らかにショーターの最重要作の一つであるアルバム」と評している。

## 収録曲
特記なき楽曲はウェイン・ショーター作。
1. ポンタ・ジ・アレイア（砂の岬） - "Ponta de Areia" (Milton Nascimento) - 5:17
2. ビューティ&ザ・ビースト - "Beauty and the Beast" - 5:04
3. タルジ - "Tarde" (Fernando Brant, M. Nascimento) - 5:48
4. ミラクル・オブ・ザ・フィッシュ - "Miracle of the Fishes" (F. Brant, M. Nascimento) - 4:49
5. ジアナ - "Diana" - 3:00
6. 孤独の午後 - "From the Lonely Afternoons" (F. Brant, M. Nascimento) - 3:14
7. アナ・マリア - "Ana Maria" - 5:07
8. リリア - "Lilia" (M. Nascimento) - 7:02
9. ジョアンナのテーマ - "Joanna's Theme" (Herbie Hancock) - 4:20

## 参加ミュージシャン
- ウェイン・ショーター - テナー・サクソフォーン、ソプラノ・サクソフォーン、ピアノ
- ミルトン・ナシメント - ボーカル、ギター
- デヴィッド・アマロ - ギター
- ジェイ・グレイドン - ギター、ベース
- ハービー・ハンコック - ピアノ、キーボード
- ワグネル・チゾ - キーボード
- デイヴ・マクダニエル - ベース
- ホベルト・シルヴァ - ドラムス、パーカッション
- アイアート・モレイラ - パーカッション